# El Zapotal, Guerrero
El Zapotal är en ort i Mexiko.   Den ligger i kommunen San Miguel Totolapan och delstaten Guerrero, i den södra delen av landet, 230 km sydväst om huvudstaden Mexico City. El Zapotal ligger 804 meter över havet och antalet invånare är 144.
Terrängen runt El Zapotal är bergig västerut, men österut är den kuperad. El Zapotal ligger nere i en dal. Runt El Zapotal är det glesbefolkat, med 12 invånare per kvadratkilometer. Närmaste större samhälle är Pocitos del Balcón, 15,3 km söder om El Zapotal. I omgivningarna runt El Zapotal växer huvudsakligen savannskog.